# Lars Brygmann
Lars Brygmann, född 17 februari 1957 i Köpenhamn, är en dansk skådespelare. I Sverige mest känd för rollerna som "Flemming" i DR-serien Lykke samt som kriminalteknikern "Thomas La Cour" i TV-serien Mordkommissionen. Han har även medverkat i den danska TV-serien Försvarsadvokaterna, Bille Augusts Fröken Smillas känsla för snö samt den danska serien Spindeln.
Han är bror till skådespelarna Jens och Martin Brygmann.

## Filmografi i urval
- 1997 – Fröken Smillas känsla för snö
- 1998 – Festen
- 2000 – Bänken
- 2000 – Spindeln (TV-serie)
- 2003–2004 – Försvarsadvokaterna (TV-serie)
- 2003 – Arvet
- 2003 – Rembrandt
- 2004 – Mordkommissionen (TV-serie)
- 2004 – Den tredje makten
- 2005 – Unge Andersen
- 2007 – Til døden os skiller
- 2008 – Frygtelig lykkelig
- 2010–2011 – Borgen (TV-serie)
- 2010–2012 – Lykke (TV-serie)
- 2011 – Dirch
- 2013 – Dicte (TV-serie)
- 2014–2015 – Restaurangen (TV-serie)
- 2016 – Fuglerne over sundet
- 2018 – Charmøren
- 2020 – Retfærdighedens ryttere
- 2020 – Equinox (TV-serie)
- 2025 – Other People's Money (TV-serie)
- 2025 – Den siste vikingen

## Utmärkelse
- 2003 - Zulupriset, årets danska skådespelare för Rembrandt